# Robert Hennequin
Robert Hennequin (* 21. März 1920 in Bondy; † 13. Februar 2002 in Lorient) war ein französischer Fußballspieler und -trainer.

## Spielerkarriere
Der 1,77 m große Hennequin begann das Fußballspielen in der Region um die französische Hauptstadt Paris, wo er von 1936 an für den Amateurverein Stade de l’Est auflief. Von dort aus wechselte er 1941 und damit während des Zweiten Weltkriegs zum Stade Rennes, für den er am 14. September 1941 bei einem 4:0-Erfolg gegen den FC Rouen in der kriegsbedingt inoffiziell ausgetragenen höchsten Spielklasse des Landes debütierte. Zuerst war er im Mittelfeld gesetzt, etablierte sich dann aber in der Abwehr. Der „Bibiche“ genannte Fußballer blieb die Kriegsjahre über Stammspieler und musste für die Spielzeit 1943/44 mit Rennes aufgrund eines Beschlusses des Vichy-Regimes die erste Liga verlassen. Dennoch blieb er dem Verein treu, schaffte 1944 die Rückkehr in die Erstklassigkeit und debütierte nach der Wiederaufnahme des regulären Spielbetriebs im Jahr 1945 auch offiziell in der französischen Eliteklasse.
In den Nachkriegsjahren stellte Hennequin weiterhin einen festen Bestandteil der Mannschaft dar und erreichte sowohl in der Liga als auch im Pokal mittelmäßige Resultate, wobei nie ein Titel oder ein zweiter Platz heraussprang und er ebenso auf eine Berufung in die Nationalelf verzichten musste. Mannschaftsintern war er unumstritten gesetzt, bis er 1951 mit 31 Jahren nach 185 offiziellen Erstligapartien mit fünf Toren sowie 48 inoffiziellen Erstligapartien mit einem Tor seine Profilaufbahn beendete. Er wechselte zum Amateurverein FC Lorient, für den er in der Saison 1951/52 als Spielertrainer tätig war.

## Trainerkarriere
Nach seinem Jahr in Lorient hörte Hennequin endgültig mit dem aktiven Spielen auf und widmete sich seiner Laufbahn als Trainer, die er bei einem Klub aus Hennebont von 1952 bis 1958 fortführte. Anschließend übernahm er die Mannschaft eines Vereins aus Larmor-Plage und betreute diese von 1958 bis 1970 sowie ein weiteres Mal von 1975 bis 1976.